# Борисовка (Тюменская область)
Борисовка — деревня в Ишимском районе Тюменской области России. Входит в состав Бутусовского сельского поселения.

## История
До 1917 года входила в состав Карасульской волости Ишимского уезда Тюменской губернии. По данным на 1926 год посёлок Борисовский состоял из 65 хозяйств. В административном отношении входил в состав Сибиряковского сельсовета Жиляковского района Ишимского округа Уральской области.

## Население
| 2010 |
| ---- |
| 272  |

По данным переписи 1926 года в посёлке проживало 318 человек (154 мужчины и 164 женщины), в том числе: русские составляли 100 % населения.
Согласно результатам переписи 2002 года, в национальной структуре населения русские составляли 76 % из 362 чел.